# Torre Nova (les Franqueses del Vallès)
La Torre Nova és un habitatge al veïnat de Marata (Vallès Oriental) catalogat a l'Inventari del Patrimoni Arquitectònic de Catalunya.
La casa era dels mateixos propietaris que la Torre Vella, és per aquest motiu que rep el nom de Torre Nova. La casa la va fer construir, pel voltant de l'any 1915, data que es troba inscrita en la fornícula de Sant Antoni, per un tal R. Marimon. Hi ha una altra inscripció en una rodona feta de ceràmica que du la data 1916. La capella de la torre vella va ser restaurada l'any 1918 per Anton Marimon, casat amb Maria Llanas. La utilització de les mateixes solucions ornamentals fan pensar en un mateix autor. Des de l'any 1946 és propietat del ssenyor Artiola.
Casa de planta quadrada, amb cos afegit al costat esquerre del darrere. Té dos pisos d'alçada i golfes a la part central, aquesta està oberta amb forma basilical i coberta de teula de ceràmica verda a dos vessants desiguals. Al davant i al darrere es cobreix el segon pis amb una teulada horitzontal a la façana. La casa presenta grans obertures, totes elles estan emmarcades per esgrafiats amb motius florals. En un dels angles hi ha una fornícula amb la imatge de Sant Antoni i la inscripció de 1915 i també amb decoracions florals. Al costat de la casa hi ha una cotxera de la mateixa època (mig enderrocada) que presenta uns interessants esgrafiats.